# Székelyföld (folyóirat)

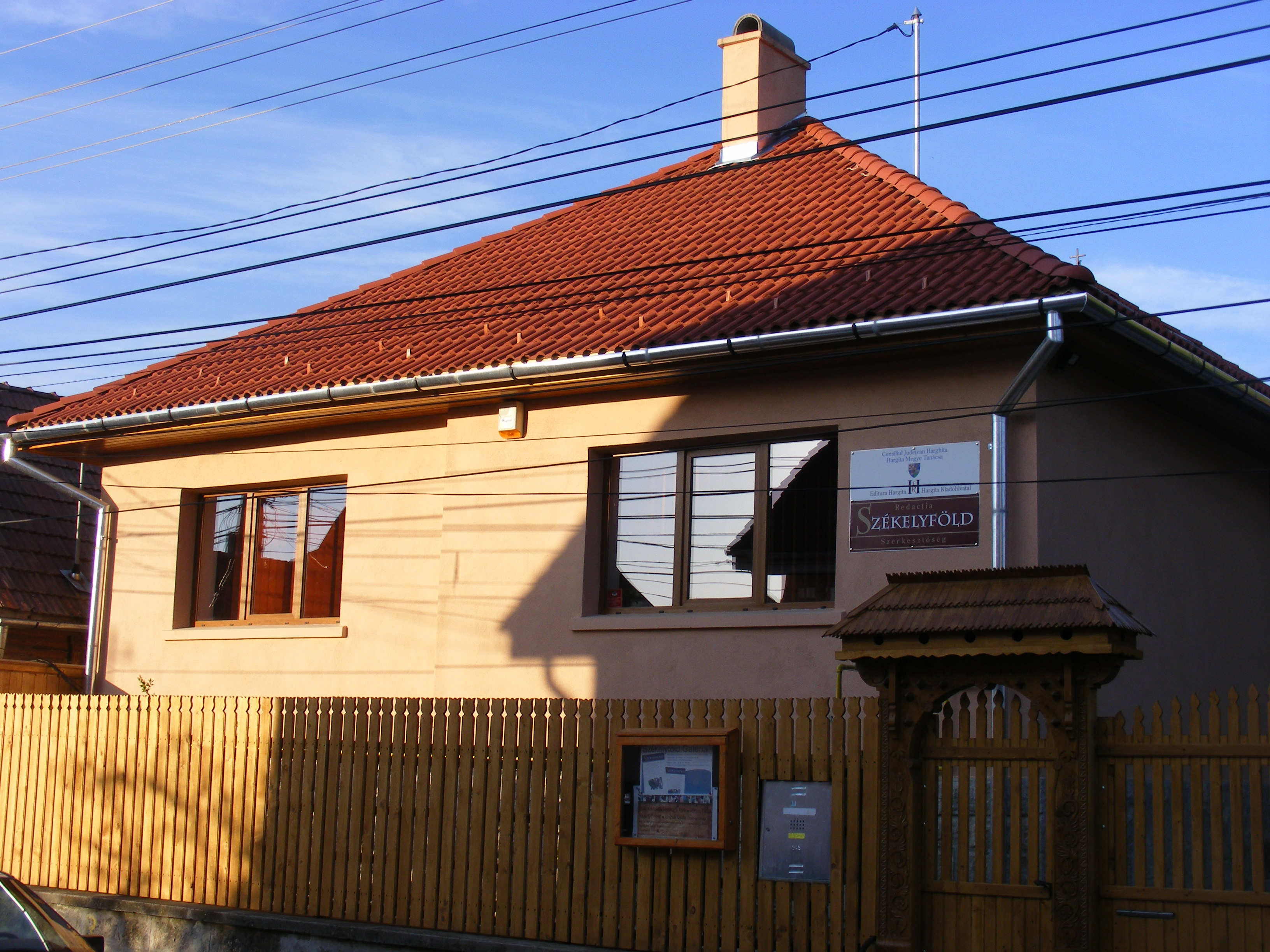
A folyóirat szerkesztőségének épülete Csíkszeredában

A Székelyföld havonta megjelenő kulturális folyóirat, amely Csíkszeredában, Romániában jelenik meg.
A folyóiratot a Hargita Kiadó adja közre. A lapot 1997-ben alapította Ferenczes István. A századik  szám 2006-ban jelent meg. A hetilap viszonylag gazdagon illusztrált és forrásértékű adatokat tartalmaz.
A lapnak számos előfizetője van, főleg Románia és Magyarország területéről.

## Publicistáiból
- Szabados Árpád
- Székely Attila
- Szőcs Lajos
- Virginás Andrea
- Zsidó Ferenc

## Külső hivatkozások
- A kiadó honlapja Archiválva 2006. április 2-i dátummal a Wayback Machine-ben